# Nguyễn Văn Biện

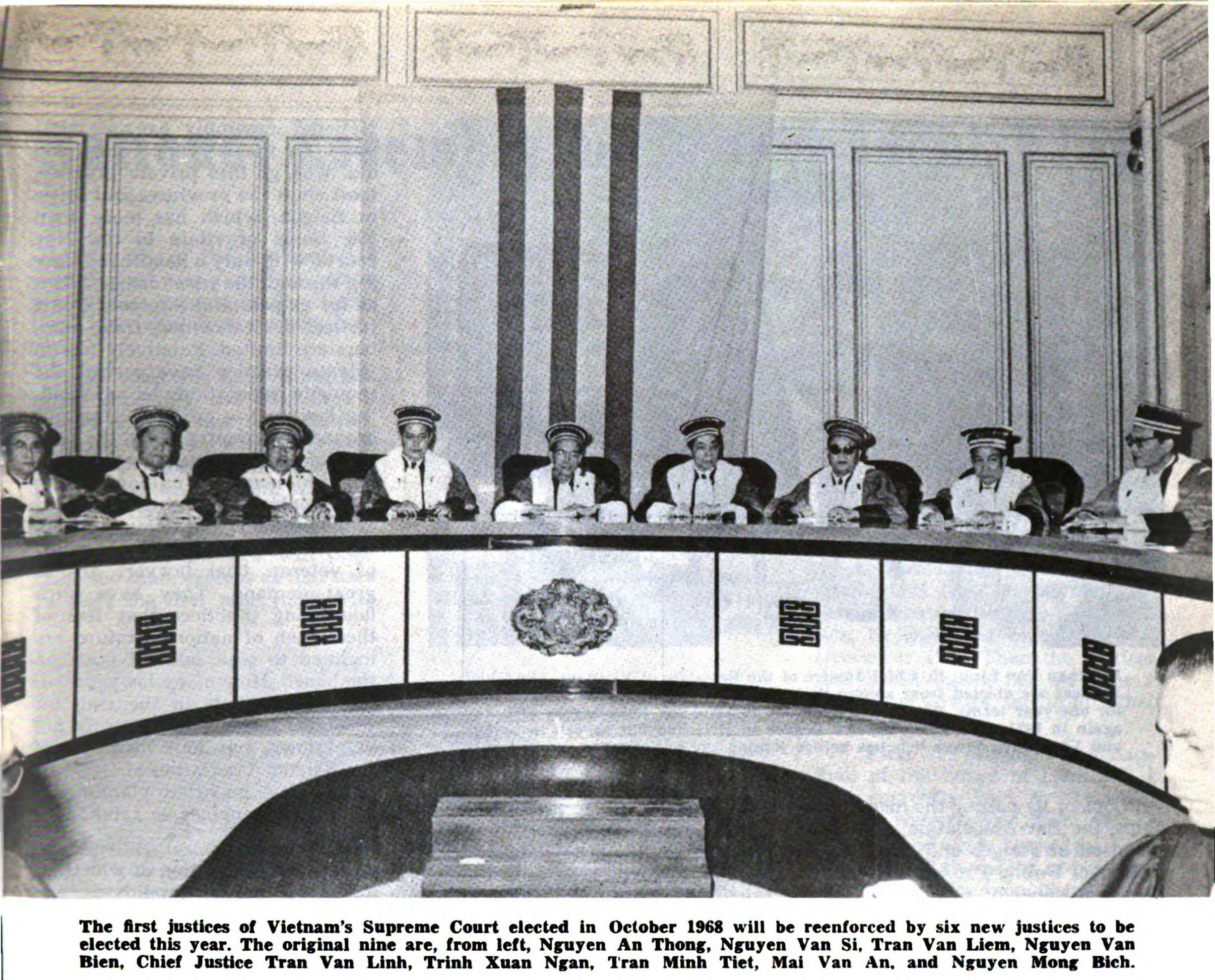
Chín Thẩm phán Tối cao Pháp viện Việt Nam Cộng hòa, người ngồi hàng ghế thứ tư từ trái qua phải chính là Nguyễn Văn Biện.

Nguyễn Văn Biện (30 tháng 3 năm 1925 – 14 tháng 11 năm 2009) là thẩm phán và luật sư người Việt Nam. Ông cũng là một trong chín vị Thẩm phán Tối cao Pháp viện Việt Nam Cộng hòa dưới thời Đệ Nhị Cộng hòa.

## Tiểu sử
Nguyễn Văn Biện sinh ngày 30 tháng 3 năm 1925 tại làng Đa Phước, tỉnh Bến Tre, Nam Kỳ, Liên bang Đông Dương.
Ông đỗ bằng Cử nhân Luật tại Viện Đại học Sài Gòn vào năm 1950. Sau đó, ông hoạt động trong ngành tư pháp khởi đầu từ chức Thẩm phán và Dự thẩm tại Tòa Sơ thẩm Sài Gòn từ năm 1950 đến năm 1953. Rồi làm Thẩm phán xử án Tòa án Bạc Liêu vào năm 1954. Kế đến là Thẩm phán dự khuyết và Thẩm phán xử án Tòa án Điền địa Sài Gòn từ năm 1955 đến năm 1959, Hội thẩm Tòa Thượng thẩm Sài Gòn từ năm 1960 đến năm 1964 và sau cùng là Biện lý Tòa Sơ thẩm Sài Gòn từ năm 1965 đến năm 1967. Đồng thời, ông cũng đảm nhiệm chức Chánh án Phòng Tòa Thượng thẩm Sài Gòn kiêm Đổng lý Văn phòng Bộ Tư pháp từ năm 1967 đến năm 1968. Ngoài ra, ông còn làm Tổng Thư ký Bộ Tư pháp trong thời gian ngắn từ tháng 9 đến tháng 10 năm 1968.
Ngày 19 tháng 10 năm 1968, ông được Quốc hội bổ nhiệm làm Thẩm phán Tối cao Pháp viện Việt Nam Cộng hòa cùng 8 vị thẩm phán khác gồm: Trần Văn Linh, Trần Văn Liêm, Trần Minh Tiết, Nguyễn Mộng Bích, Nguyễn Văn Sĩ, Trịnh Xuân Ngạn, Mai Văn An và Nguyễn An Thông. Nhóm này làm lễ tuyên thệ nhậm chức tại Sài Gòn vào ngày 22 tháng 10 cùng năm. Năm 1970, ông tham gia hội đồng Tối cao Pháp viện chủ tọa phiên tòa xét xử vụ Huỳnh Tấn Mẫm kháng cáo Bộ Quốc phòng và vụ bắt giữ Trần Ngọc Châu với kết quả là bản án hai vụ này là vi hiến cần phải hủy bỏ.
Ông qua đời ngày 14 tháng 11 năm 2009 tại Los Angeles, California, Hoa Kỳ, hưởng thọ 84 tuổi.

## Đời tư
Nguyễn Văn Biện là Phật tử. Ông lập gia đình với bà Huỳnh Thị Ca và có tới sáu người con (4 trai, 2 gái).

## Ấn phẩm
- Tác giả của nhiều bài viết đăng trên đăng trên Pháp lý tập san[2]

## Đoàn thể
Nguyễn Văn Biện còn tham gia Ủy ban Soạn thảo Luật bầu cử Quốc hội Lập hiến và hội viên Phân hội Việt Nam thuộc Hiệp hội Luật sư Quốc tế.

## Vinh danh
- Tư Pháp Bội Tinh Đệ Nhất Hạng[2]
- Bảo Quốc Huân Chương Đệ Nhất Đẳng[2]